# كرمانشاه
كرمانشاه (أو كرمانشان)، هي عاصمة مقاطعة كرمانشاه، تقع على بعد 525 كيلومترًا (326 ميلًا) من طهران في الجزء الغربي من إيران. وفقا لتعداد عام 2016، بلغ عدد سكانها 946,651 نسمة في 286,484 أسرة (تشير تقديرات عام 2021 إلى أن عدد السكان حوالي 1,047,000 نسمة).
يتحدث غالبية سكان كرمانشاه لغتين هما الكردية الجنوبية والفارسية. اللغة الفارسية هي لغة جديدة نسبيًا وذلك لأن المدينة تقع تحت حكم الدولة القومية الفارسية. لم تكن المدينة تتحدث اللغة الفارسية قبل القرن العشرين. المدينة هي أكبر مدينة كردية في إيران. مناخ كرمنشاه معتدل وجبلي. معظم سكان كرمانشاه هم من المسلمين الشيعة، ولكن هناك أيضًا مسلمون سنة ومسيحيون وأتباع اليارسانية.

## أصل التسمية
اختلفت أسماء كرمانشاه في التاريخ، حيث أن الدول المتعاقبة على حكم المنطقة عادة ما تغير اسم المدينة، وقد عرفت المدينة في أيام الكيشيين والجوتيون باسم أليبي (بالفارسية: الیپی). كما عُرِفَت كرمانشاه أيام الأخمينيين بعدة أسماء ككامبادن، وكارميسين، وكارميشين، وكرمينشان.
بعد الفتح الإسلامي لبلاد فارس سميت المدينة باسم قرمسين، ثم استعملت أسماء أخرى ككرمانشاهان، وكرمانشاه. وبعد الثورة الإسلامية الإيرانية تغير اسم المدينة إلى قهرمانشهر وثم إلى باختران، وقد قوبلت هذه التغييرات باعتراض واسع من سكان المدينة كما ساهمت جهود السياسي إسماعيل ططري في إرجاع الاسم القديم للمدينة وهو كرمانشاه، وهو اليوم الاسم المعتمد والمعروف للمدينة.

## معالم

### بيستون
بيستون مدينة تاريخية تقع في غرب كرمانشاه، وتشكل بيستون أحد أهم المعالم السياحية في محافظة كرمانشاه، كما أنها إحدى مواقع التراث العالمي في إيران.
بيستون معروفة بتماثيل منحوتة في الصخر منذ عصر الأخمينيين والساسانيين تعتبر هذه التماثيل من أفضل ما أنتجه الفن الفارسي.
يذكر الملك داريوش الأول الاخميني (522 ق.م) في نقش «بيستون» القوميات التي كان يحكمها كالتالي: الميديين والعيلاميين وهيراتيين والمصريين والبلخيين والسغرتيين والارامنة والبابليين والسوريين والسكائيين.

### مسجد عماد الدولة
مسجد عماد الدولة هو أحد المساجد المشهورة في مدينة كرمانشاه الإيرانية. وهذا المسجد هو أحد آثار الدولة القاجارية.

### متاحف
أكثر المتاحف في كرمانشاه متاحف ثقافيه وتاريخيه.
- متحف الصخر في طاق بستان
- متحف الأقوام والسكان
- متحف الألبسه والمجوهرات
- متحف زاكرس لعصر الحجري

## جغرافيا

### الطقس
مناخ كرمانشاه معتدل وجبلي حيث تقع على مقربة من جبال زاغروس. ارتفاع المدينة عن مستوى سطح البحر يجعل معدل هطول الأمطار مرتفعاً قليلاً. الشتاء بارد في كرمانشاه، وغالباً ما تهطل الأمطار في الخريف والربيع، والصيف في كرمانشاه حارٌ قليلاً. يغطي الثلج المدينة لبضع أسابيع على الأقل خلال فصل الشتاء.

### المناخ
| البيانات المناخية لـکرمانشاه | البيانات المناخية لـکرمانشاه | البيانات المناخية لـکرمانشاه | البيانات المناخية لـکرمانشاه | البيانات المناخية لـکرمانشاه | البيانات المناخية لـکرمانشاه | البيانات المناخية لـکرمانشاه | البيانات المناخية لـکرمانشاه | البيانات المناخية لـکرمانشاه | البيانات المناخية لـکرمانشاه | البيانات المناخية لـکرمانشاه | البيانات المناخية لـکرمانشاه | البيانات المناخية لـکرمانشاه | البيانات المناخية لـکرمانشاه |
| الشهر                        | يناير                        | فبراير                       | مارس                         | أبريل                        | مايو                         | يونيو                        | يوليو                        | أغسطس                        | سبتمبر                       | أكتوبر                       | نوفمبر                       | ديسمبر                       | المعدل السنوي                |
| ---------------------------- | ---------------------------- | ---------------------------- | ---------------------------- | ---------------------------- | ---------------------------- | ---------------------------- | ---------------------------- | ---------------------------- | ---------------------------- | ---------------------------- | ---------------------------- | ---------------------------- | ---------------------------- |
| الدرجة القصوى °ف             | 57                           | 68                           | 77                           | 82                           | 93                           | 104                          | 109                          | 109                          | 99                           | 93                           | 77                           | 68                           | 109                          |
| متوسط درجة الحرارة الكبرى °ف | 37                           | 45                           | 55                           | 66                           | 77                           | 90                           | 97                           | 97                           | 88                           | 75                           | 61                           | 46                           | 70                           |
| متوسط درجة الحرارة الصغرى °ف | 25                           | 28                           | 37                           | 46                           | 54                           | 63                           | 72                           | 68                           | 63                           | 54                           | 41                           | 34                           | 49                           |
| أدنى درجة حرارة °ف           | −6                           | −17                          | 7                            | 25                           | 36                           | 45                           | 52                           | 36                           | 32                           | 28                           | 16                           | 16                           | −17                          |
| الدرجة القصوى °م             | 14                           | 20                           | 25                           | 28                           | 34                           | 40                           | 43                           | 43                           | 37                           | 34                           | 25                           | 20                           | 43                           |
| متوسط درجة الحرارة الكبرى °م | 3                            | 7                            | 13                           | 19                           | 25                           | 32                           | 36                           | 36                           | 31                           | 24                           | 16                           | 8                            | 21                           |
| متوسط درجة الحرارة الصغرى °م | −4                           | −2                           | 3                            | 8                            | 12                           | 17                           | 22                           | 20                           | 17                           | 12                           | 5                            | 1                            | 9                            |
| أدنى درجة حرارة °م           | −21                          | −27                          | −14                          | −4                           | 2                            | 7                            | 11                           | 2                            | 0                            | −2                           | −9                           | −9                           | −27                          |
| المصدر:                      |                              |                              |                              |                              |                              |                              |                              |                              |                              |                              |                              |                              |                              |

## معرض صور

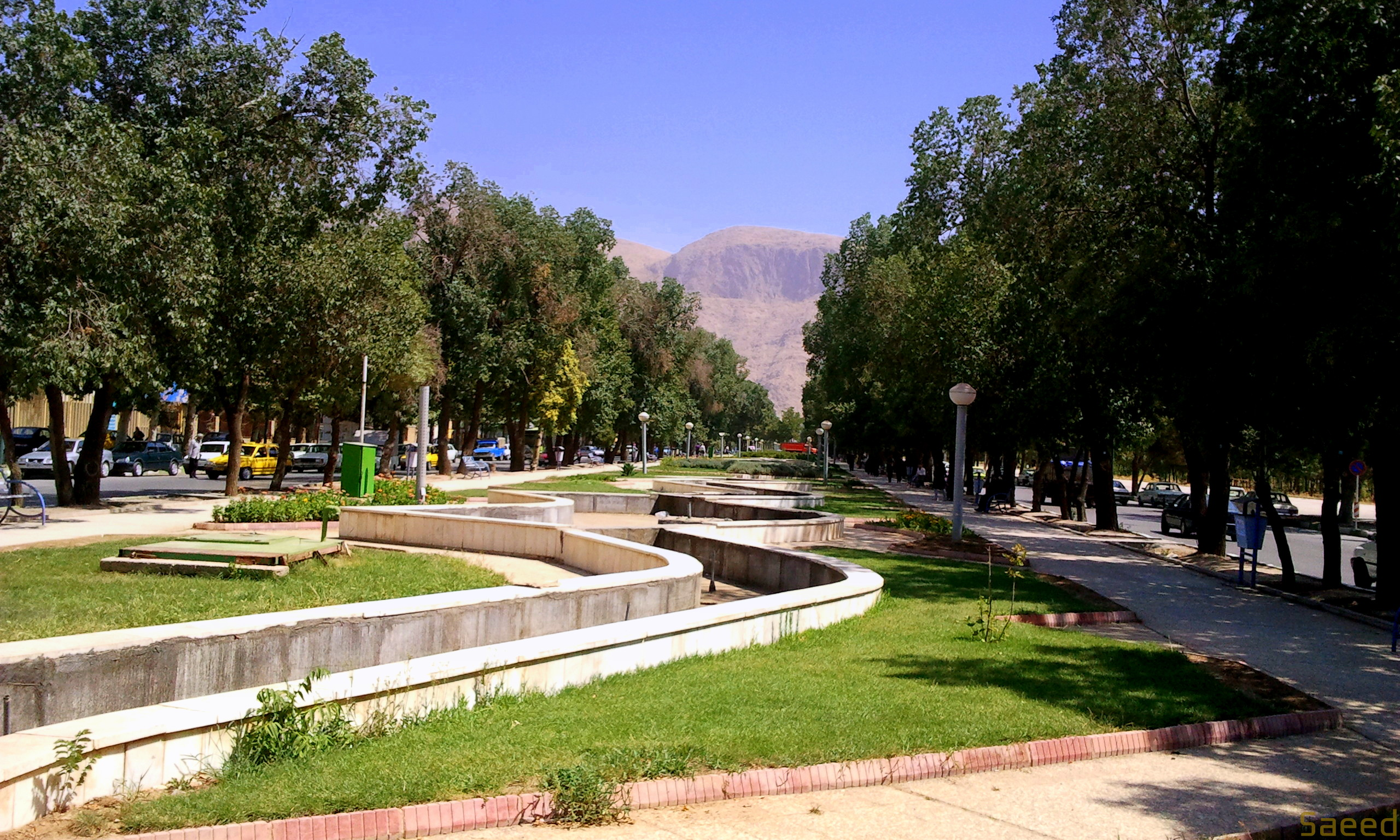
شارع طاق بستان
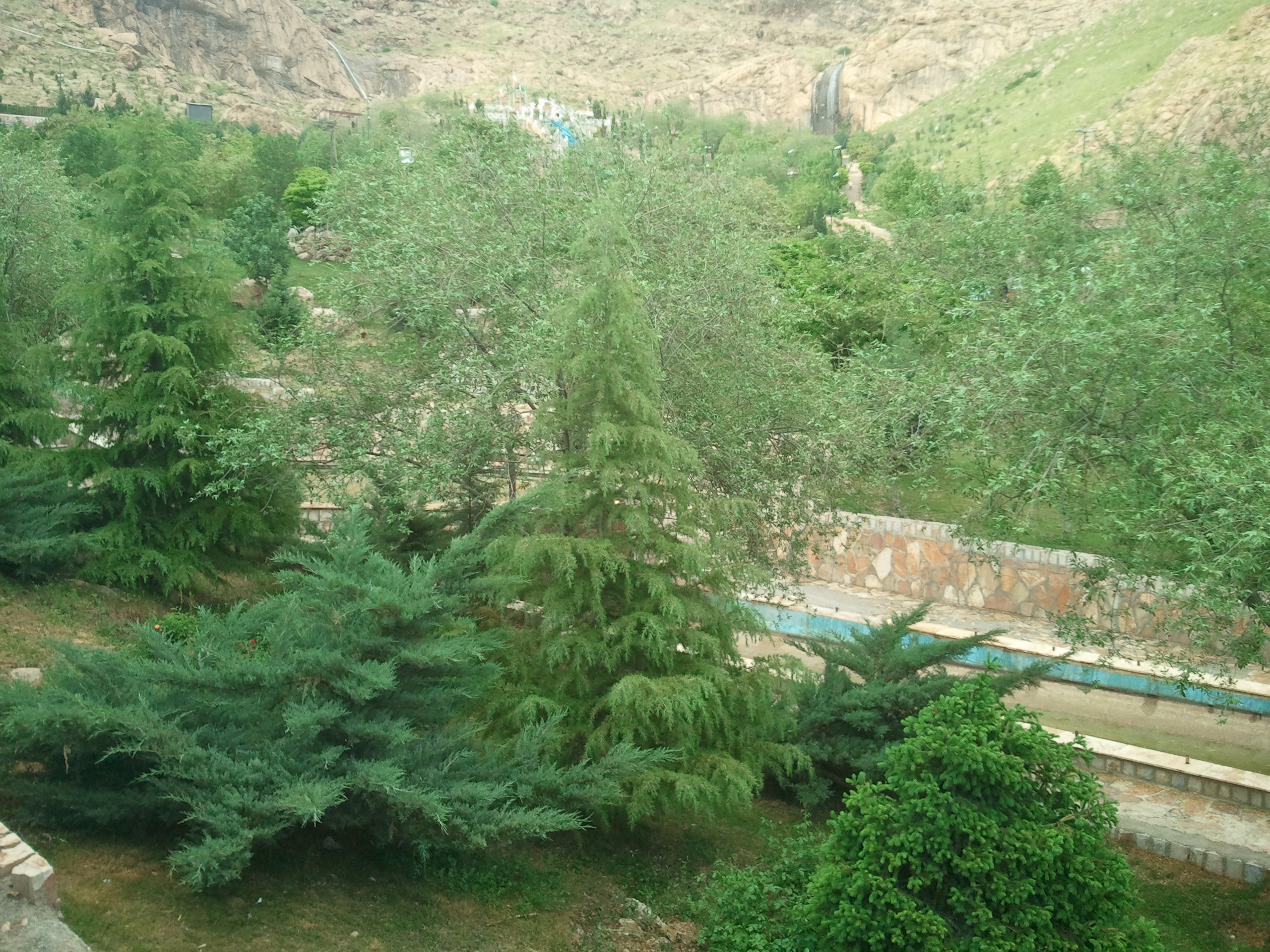
متنزه كوهستان شرقي مدينة كرمانشاه
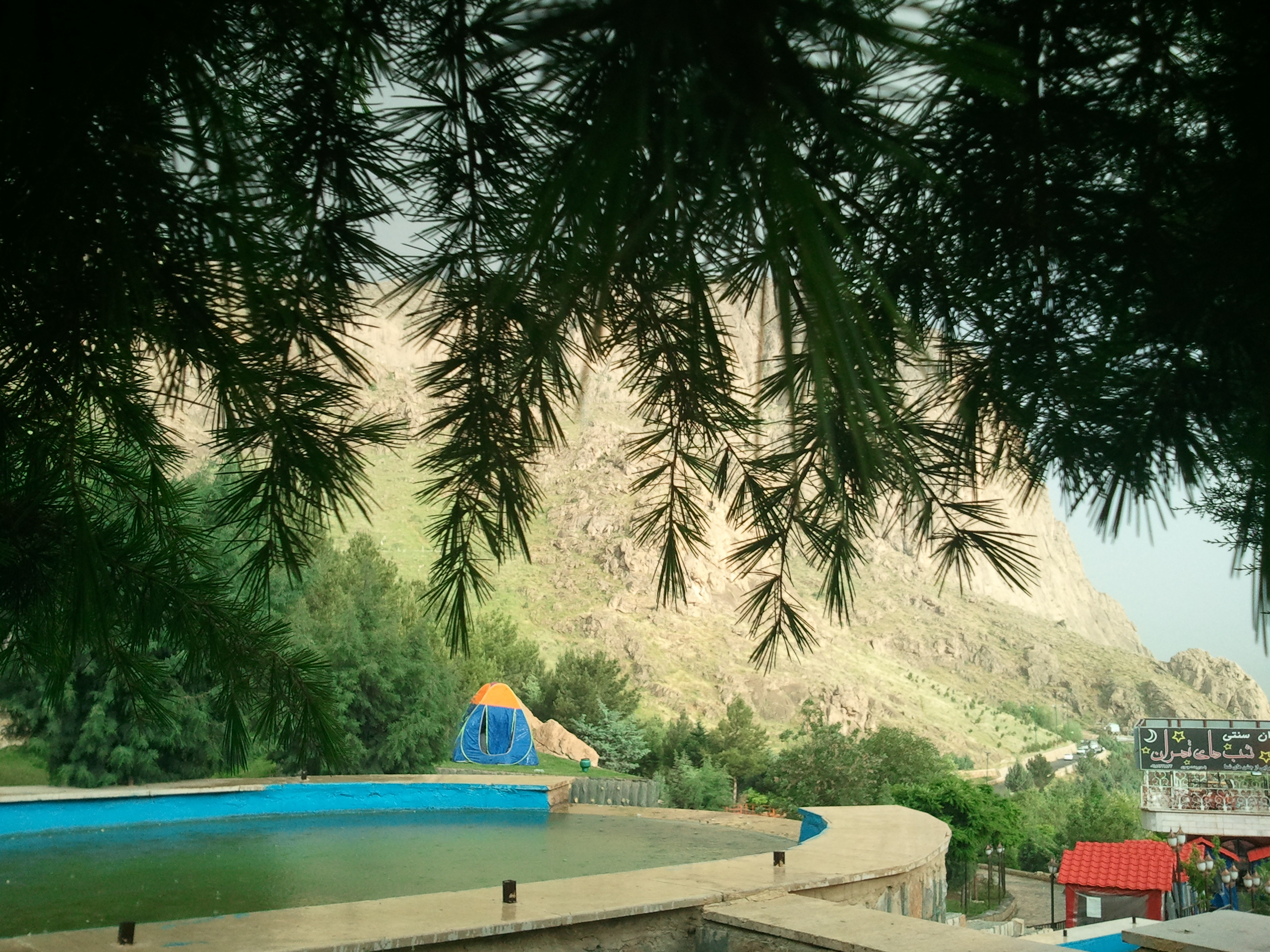
متنزه كوهستان منظر من زاويه الشرقية
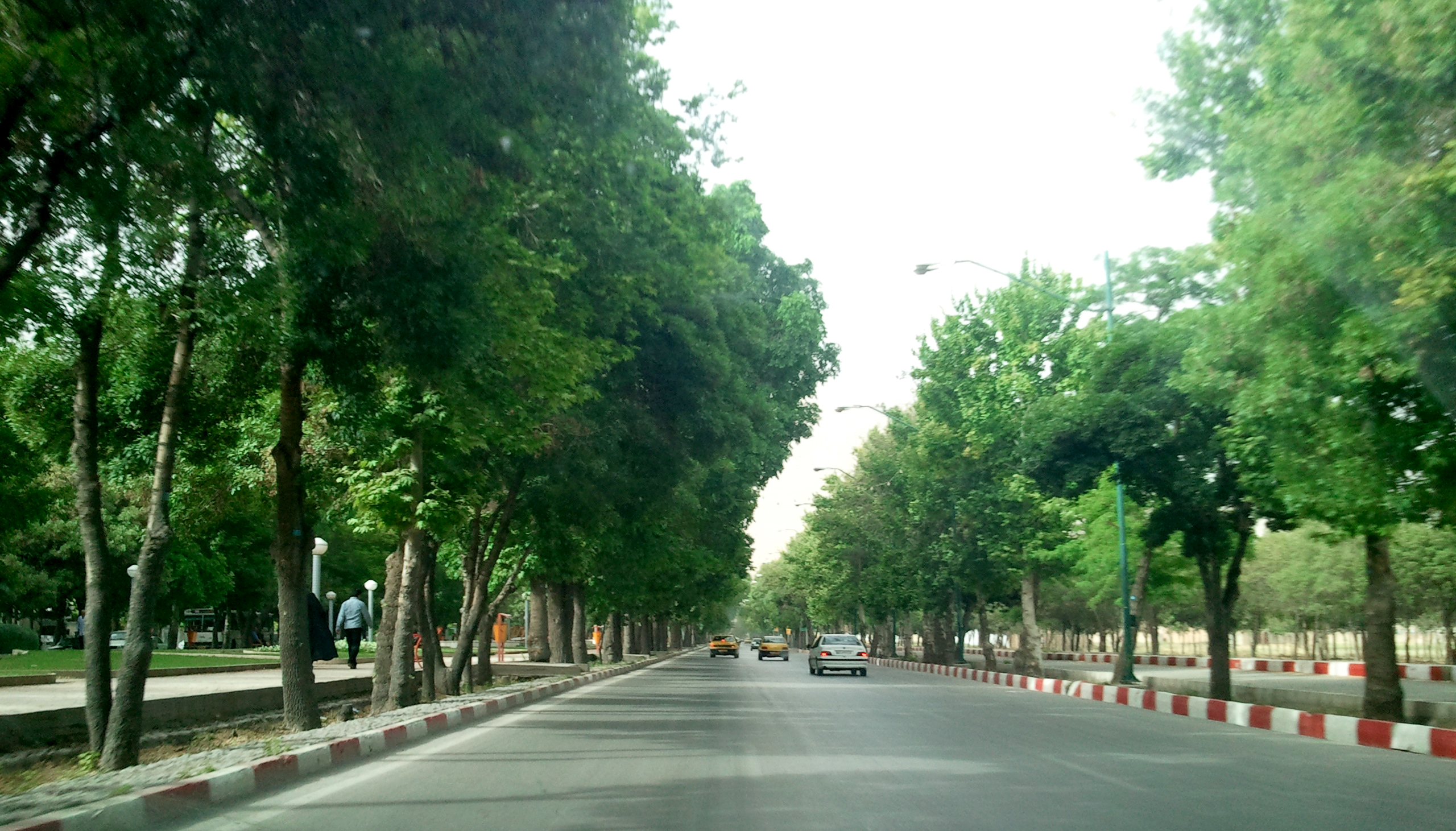
شارع شيرودي شرق مدينة كرمانشاه

## مدن شقيقة
- صقلية،  إيطاليا
- عنتاب،  تركيا